# Fortaleza Ajtala
La fortaleza Ajtala  (en armenio: Ախթալայի բերդ), es un edificio medieval situado en la población de Ajtala de la provincia de Lorri en Armenia. Fue construido con una estructura parecida a una península rodeada por tres lados por acantilados profundos.
Usado como una posición natural de la principesca dinastía Bagratuni ramificada en los Kiurikids (rama más joven de los Bagratuni e inicialmente sus vasallos) en el siglo X construyeron este castillo, unido por unas altas paredes piramidales y con la entrada principal entre las torres de tres pisos que se elevan en ambos lados.
Los muros y torres están construidos con piedra de basalto azulada y mortero de cal. Los historiados armenios del siglo XIII Kirakos Grandzaketsi y Vardan Areveltsi llamaron a esta área Pghndzahanq (mina de cobre), debido a los ricos depósitos de cobre de sus alrededores. Más tarde, el castillo pasó al dominio de la dinastía Zakarian bajo el mandato de Ivane Zakarian en la década de 1180. En el territorio del castillo se encuentra el monasterio Pghndzahanq, que posteriormente se hizo conocido como el Monasterio de Ajtala.
El arqueólogo francés, etnógrafo e historiador Jacques de Morgan, en el siglo XIX fue el director de las minas de cobre de Ajtala. En la fortaleza se realizaron excavaciones y se descubrieron antigüedades, que se conservan en París.

## Galería

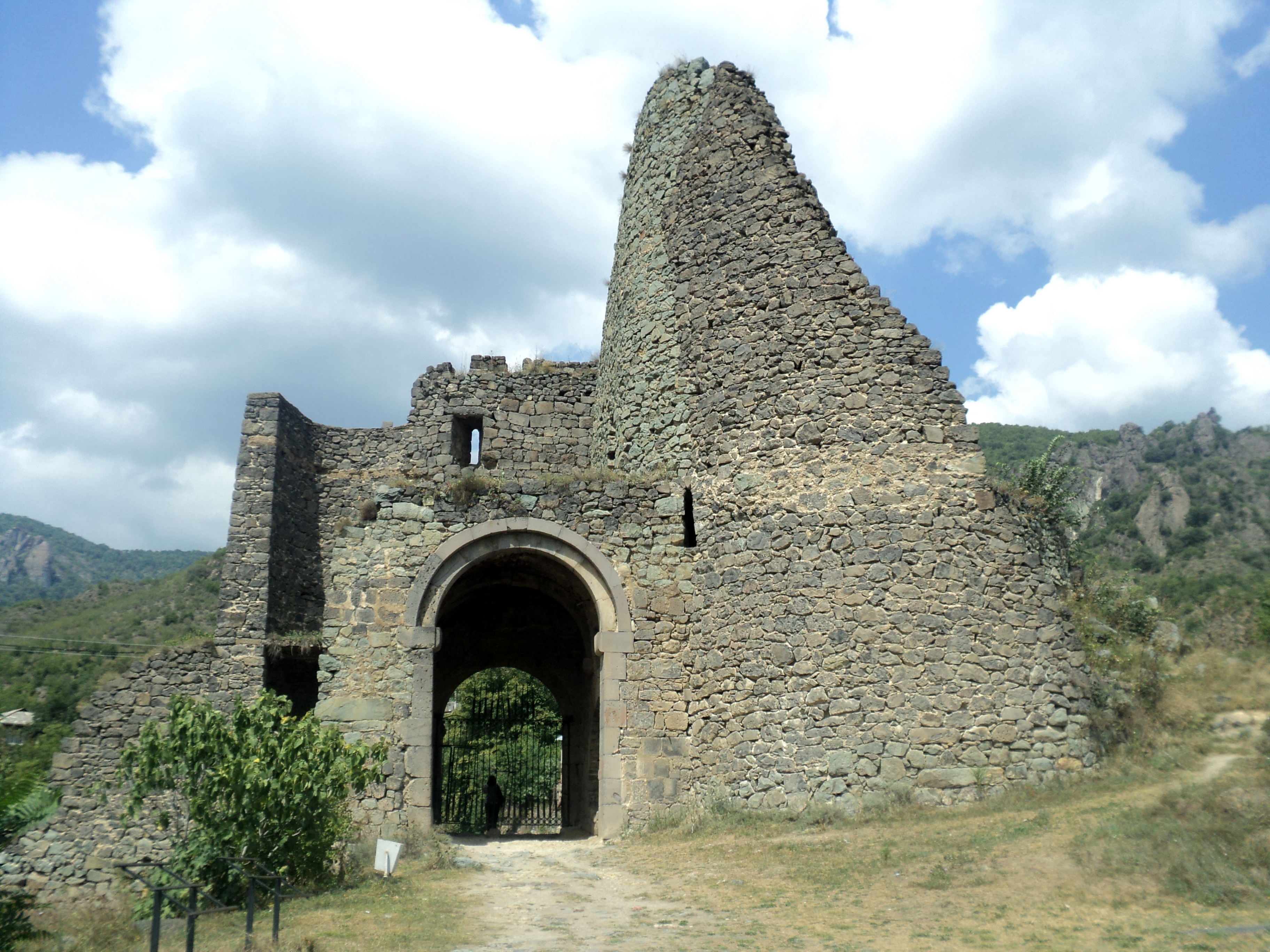
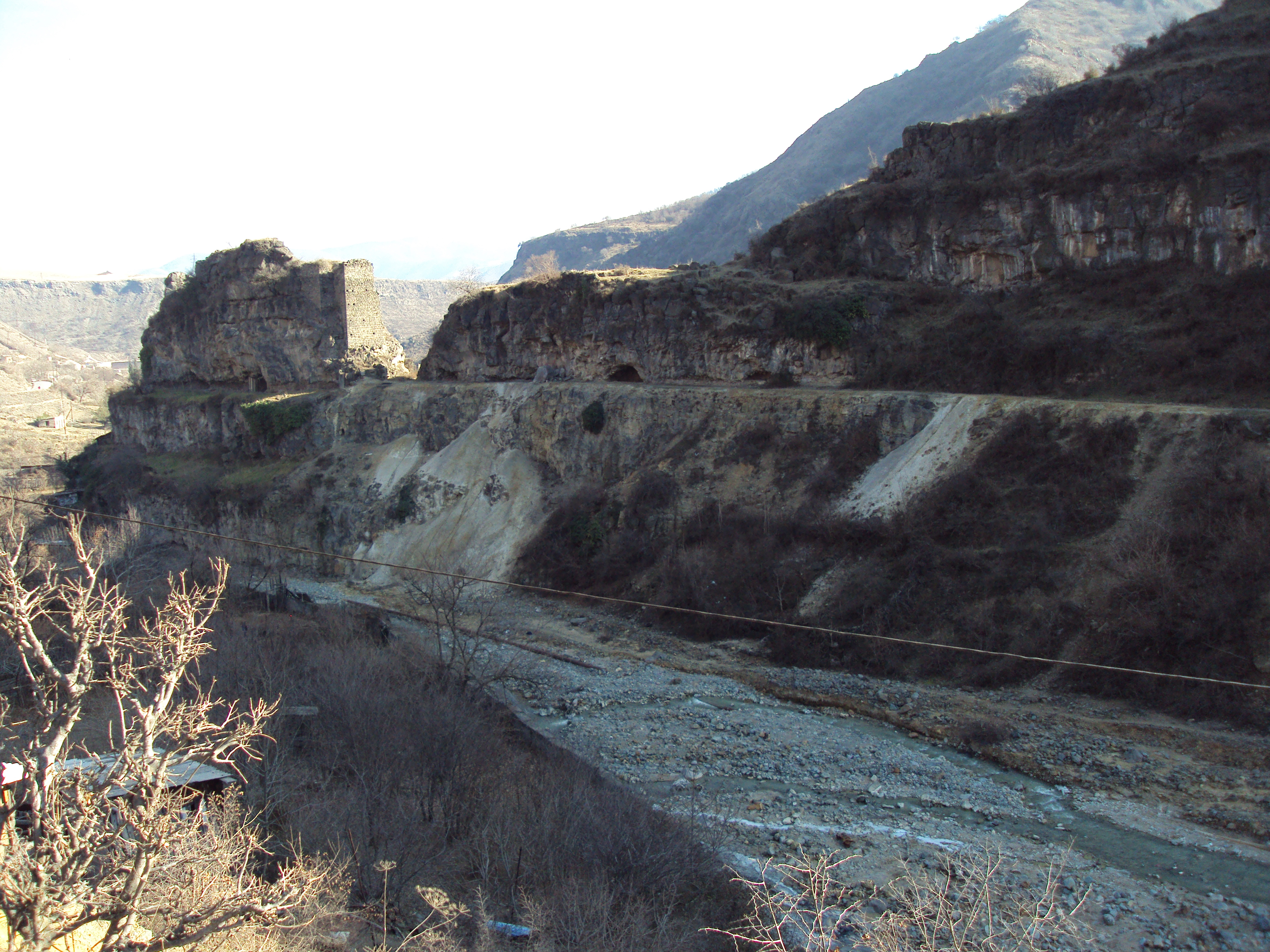
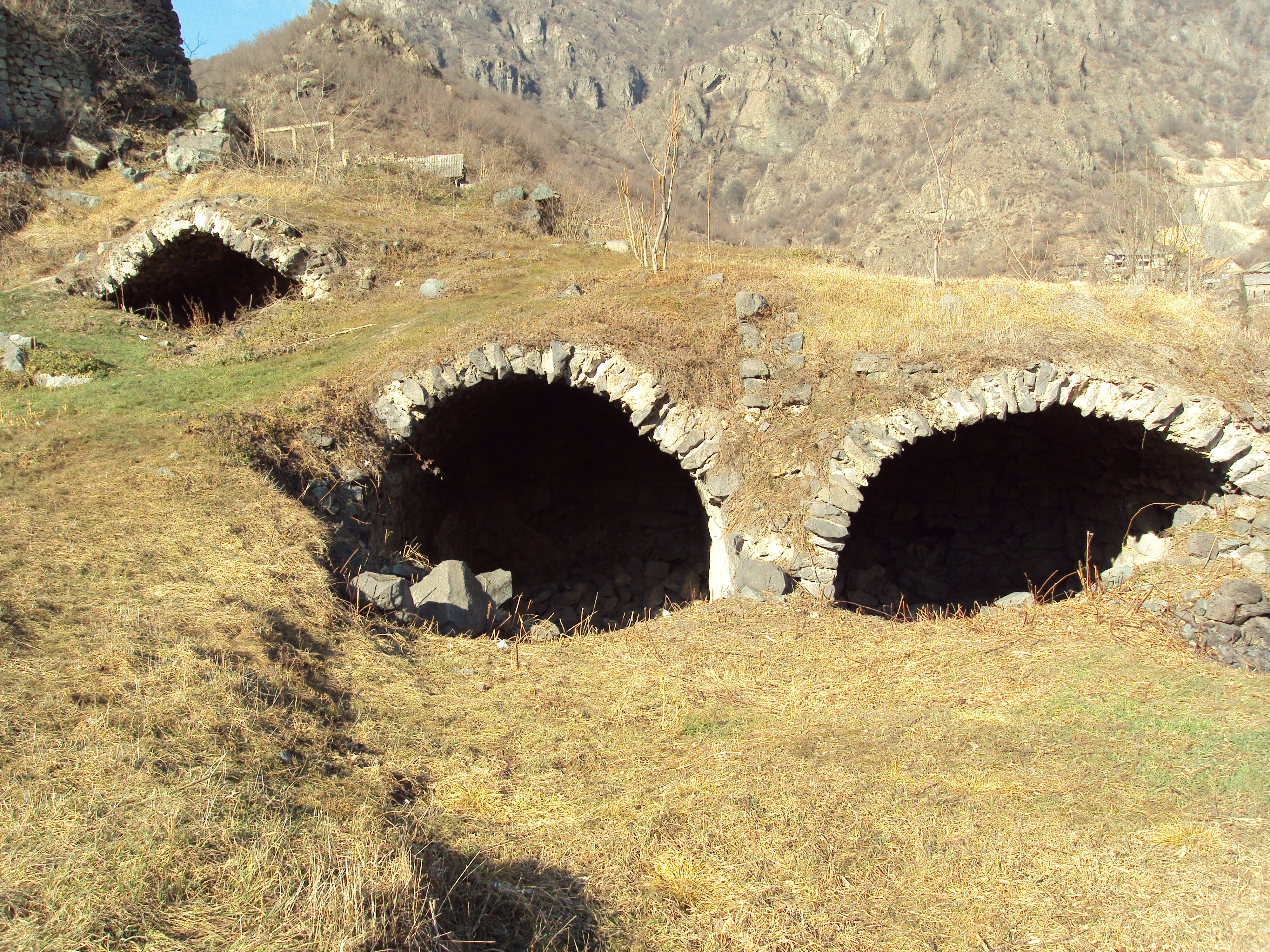
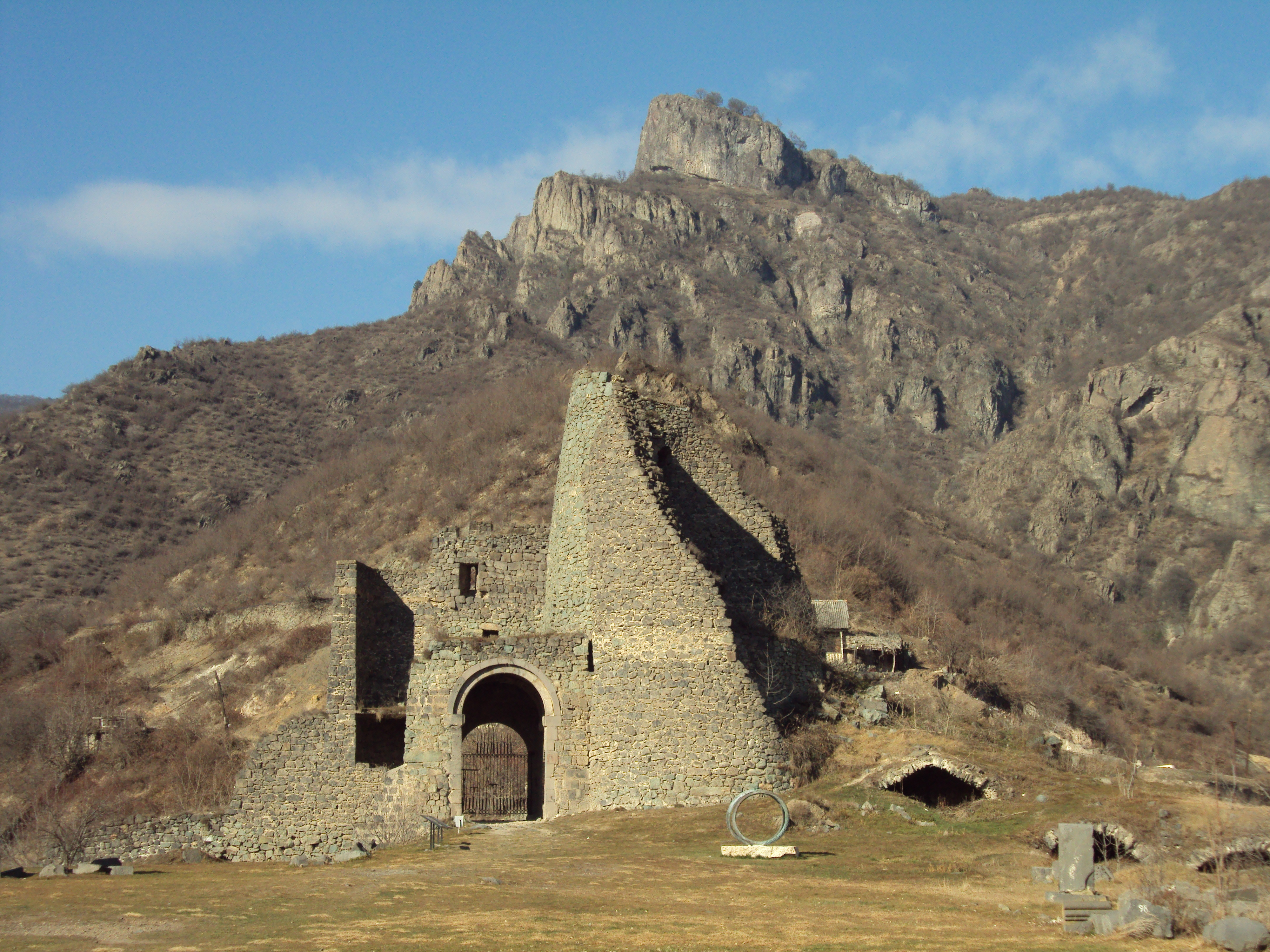